# 1. Fussballclub Heidenheim 1846 2011-2012
Questa voce raccoglie le informazioni riguardanti il 1. Fussballclub Heidenheim 1846 nelle competizioni ufficiali della stagione 2011-2012.

## Stagione
Nella stagione 2011-2012 l'Heidenheim, allenato da Frank Schmidt, concluse il campionato di 3. Liga al 4º posto. In Coppa di Germania l'Heidenheim fu eliminato al secondo turno dal Borussia M'gladbach.

## Rosa
| N. |                     | Ruolo | Calciatore           |
| -- | ------------------- | ----- | -------------------- |
| 1  | Germania (bandiera) | P     | Erol Sabanov         |
| 2  | Germania (bandiera) | D     | Ingo Feistle         |
| 4  | Germania (bandiera) | D     | Dennis Malura        |
| 5  | Germania (bandiera) | D     | Mathias Wittek       |
| 6  | Germania (bandiera) | C     | David Schittenhelm   |
| 7  | Germania (bandiera) | C     | Marc Schnatterer     |
| 8  | Germania (bandiera) | C     | Sandro Sirigu        |
| 9  | Germania (bandiera) | C     | Christian Essig      |
| 10 | Germania (bandiera) | A     | Andreas Spann        |
| 11 | Germania (bandiera) | A     | Adam Jabiri          |
| 14 | Germania (bandiera) | A     | Dieter Jarosch       |
| 15 | Germania (bandiera) | D     | Florian Krebs        |
| 16 | Germania (bandiera) | D     | Tim Göhlert          |
| 17 | Germania (bandiera) | C     | Richard Weil         |
| 18 | Germania (bandiera) | A     | Bastian Heidenfelder |

| N. |                     | Ruolo | Calciatore           |
| -- | ------------------- | ----- | -------------------- |
| 19 | Germania (bandiera) | C     | Martin Klarer        |
| 20 | Germania (bandiera) | C     | Alper Bagceci        |
| 21 | Germania (bandiera) | A     | Tobias Rühle         |
| 22 | Kosovo (bandiera)   | A     | Shqipon Bektashi     |
| 23 | Germania (bandiera) | P     | Denis Baum           |
| 24 | Germania (bandiera) | D     | Florian Tausendpfund |
| 25 | Germania (bandiera) | A     | Kevin Lehanka        |
| 26 | Germania (bandiera) | C     | Andreas Maier        |
| 27 | Germania (bandiera) | C     | Christian Sauter     |
| 29 | Germania (bandiera) | D     | Robert Strauß        |
| 30 | Germania (bandiera) | A     | Nico Frommer         |
| 33 | Germania (bandiera) | A     | Marco Sailer         |
| 34 | Germania (bandiera) | P     | Frank Lehmann        |
| 35 | Germania (bandiera) | A     | Michael Thurk        |
| 38 | Germania (bandiera) | A     | Patrick Mayer        |

## Organigramma societario
Area tecnica
- Allenatore: Frank Schmidt
- Allenatore in seconda: Hans-Jörg Honold, Alexander Raaf
- Preparatore dei portieri: Bernd Weng
- Preparatori atletici:

## Calciomercato

### Sessione estiva
| Acquisti | Acquisti         | Acquisti                     | Acquisti |
| R.       | Nome             | da                           | Modalità |
| -------- | ---------------- | ---------------------------- | -------- |
| D        | Tobias Schilk    | Monaco 1860 II               |          |
| A        | Shqipon Bektashi | Friburgo                     |          |
| A        | Adam Jabiri      | Hoffenheim II                |          |
| A        | Kevin Lehanka    | Sportfreunde Schwäbisch Hall |          |
| C        | Andreas Ludwig   | Hoffenheim                   |          |
| C        | Andreas Maier    | Stoccarda U19                |          |
| A        | Tobias Rühle     | Stoccarda II                 |          |
| D        | Mathias Wittek   | Ingolstadt 04                |          |

| Cessioni | Cessioni         | Cessioni  | Cessioni |
| R.       | Nome             | a         | Modalità |
| -------- | ---------------- | --------- | -------- |
| D        | Christian Beisel | Darmstadt |          |
| C        | Andreas Glockner | Osnabrück |          |
| C        | Faruk Gül        | Sciaffusa |          |
| A        | Patrick Mayer    | Augusta   |          |
| D        | Benjamin Sturm   | Memmingen |          |

### Sessione invernale
| Acquisti | Acquisti      | Acquisti        | Acquisti |
| R.       | Nome          | da              | Modalità |
| -------- | ------------- | --------------- | -------- |
| D        | Robert Strauß | Erzgebirge Aue  |          |
| A        | Michael Thurk | Augusta         |          |
| D        | Dennis Malura | Monaco 1860     |          |
| A        | Marco Sailer  | Wehen Wiesbaden |          |

| Cessioni | Cessioni        | Cessioni          | Cessioni |
| R.       | Nome            | a                 | Modalità |
| -------- | --------------- | ----------------- | -------- |
| D        | Fabian Aupperle | Wacker Burghausen |          |
| D        | Tobias Schilk   | Magonza II        |          |
| C        | Andreas Ludwig  | Hoffenheim II     |          |

## Risultati

### 3. Liga

#### Girone di andata
| Arbitro: | Brych |

|                                         |           |              |
| Schnatterer 63’ (rig.) Tausendpfund 71’ | Marcatori | 29’ Testroet |

| Arbitro: | Unger |

|            |           |                 |
| Tunjić 86’ | Marcatori | 49’ Schnatterer |

| Arbitro: | Beitinger |

|                                    |           |                              |
| Essig 5’ Schnatterer 35’ Spann 55’ | Marcatori | 11’ Tüting 80’ Garbuschewski |

| Arbitro: | Dittrich |

|  |           |                                |
|  | Marcatori | 11’, 15’ Spann 70’ Schnatterer |

| Heidenheim an der Brenz 16 agosto 2011, ore 18:30 CEST 5ª giornata | Heidenheim | 0 – 0 referto | Carl Zeiss Jena | Voith-Arena (7 100 spett.)\| Arbitro: \| Stegemann \| |
| Arbitro:                                                           | Stegemann  |               |                 |                                                       |

| Arbitro: | Helwig |

|                           |           |                            |
| Bolivard 74’ Grossert 81’ | Marcatori | 12’ (aut.) Surma 36’ Essig |

| Arbitro: | Rohde |

|             |           |  |
| Göhlert 17’ | Marcatori |  |

| Arbitro: | Schmickartz |

|             |           |  |
| Aschauer 8’ | Marcatori |  |

| Arbitro: | Steuer |

|  |           |                 |
|  | Marcatori | 8’, 45’ Wegkamp |

| Aalen 17 settembre 2011, ore 14:00 CEST 10ª giornata | Aalen | 0 – 0 referto | Heidenheim | Scholz-Arena (8 043 spett.)\| Arbitro: \| Welz \| |
| Arbitro:                                             | Welz  |               |            |                                                   |

| Arbitro: | Aarnink |

|                         |           |               |
| Frommer 17’ Göhlert 88’ | Marcatori | 48’ Steegmann |

| Arbitro: | Osmers |

|  |           |             |
|  | Marcatori | 29’ Frommer |

| Arbitro: | Dingert |

|             |           |             |
| Frommer 45’ | Marcatori | 13’ Lanzaat |

| Arbitro: | Kunzmann |

|           |           |             |
| Temür 13’ | Marcatori | 20’ Frommer |

| Arbitro: | Leicher |

|  |           |            |
|  | Marcatori | 6’ Drexler |

| Arbitro: | Schriever |

|                         |           |             |
| Schmidt 24’ Glasner 47’ | Marcatori | 11’ Frommer |

| Arbitro: | Stark |

|                  |           |          |
| Tausendpfund 25’ | Marcatori | 39’ Laux |

| Arbitro: | Osmers |

|                   |           |            |
| Vujanović 1’, 61’ | Marcatori | 82’ Jabiri |

| Arbitro: | Gräfe |

|                            |           |            |
| Spann 38’ Heidenfelder 69’ | Marcatori | 81’ Öztürk |

#### Girone di ritorno
| Arbitro: | Dittrich |

|                                       |           |               |
| Schnatterer 40’ Rühle 49’ Bagceci 90’ | Marcatori | 84’ Krontiris |

| Arbitro: | Cortus |

|           |           |  |
| Costa 18’ | Marcatori |  |

| Arbitro: | Seidel |

|                                               |           |  |
| Dobrý 6’ Garbuschewski 55’ (rig.) Förster 62’ | Marcatori |  |

| Arbitro: | Kunzmann |

|           |           |  |
| Rühle 85’ | Marcatori |  |

| Jena 28 febbraio 2012, ore 19:00 CET 24ª giornata | Carl Zeiss Jena | 0 – 0 referto | Heidenheim | Ernst-Abbe-Sportfeld (5 093 spett.)\| Arbitro: \| Sönder \| |
| Arbitro:                                          | Sönder          |               |            |                                                             |

| Arbitro: | Valentin |

|                                                                   |           |  |
| Göhlert 16’ Schnatterer 49’ Thurk 51’ Sauter 54’ (rig.) Mayer 59’ | Marcatori |  |

| Arbitro: | Siewer |

|                  |           |                 |
| Balogun 90’, 90’ | Marcatori | 65’ Schnatterer |

| Arbitro: | Göpferich |

|           |           |  |
| Thurk 10’ | Marcatori |  |

| Osnabrück 3 marzo 2012, ore 14:00 CET 28ª giornata | Osnabrück | 0 – 0 referto | Heidenheim | Osnatel Arena (9 000 spett.)\| Arbitro: \| Brych \| |
| Arbitro:                                           | Brych     |               |            |                                                     |

| Arbitro: | Welz |

|                                 |           |                   |
| Sailer 39’ Wittek 41’ Krebs 58’ | Marcatori | 48’ (rig.) Dausch |

| Arbitro: | Thomsen |

|                         |           |                 |
| Hübner 1’ Zimmerman 15’ | Marcatori | 82’ Schnatterer |

| Arbitro: | Brand |

|                              |           |          |
| Bagceci 22’ Heidenfelder 89’ | Marcatori | 51’ Klos |

| Arbitro: | Stegemann |

|            |           |                             |
| Hübner 80’ | Marcatori | 58’ Sailer 89’ Heidenfelder |

| Heidenheim an der Brenz 7 aprile 2012, ore 14:00 CEST 33ª giornata | Heidenheim | 0 – 0 referto | Jahn Ratisbona | Voith-Arena (8 400 spett.)\| Arbitro: \| Schriever \| |
| Arbitro:                                                           | Schriever  |               |                |                                                       |

| Arbitro: | Grudzinski |

|                        |           |  |
| Drexler 2’ Morabit 82’ | Marcatori |  |

| Arbitro: | Bandurski |

|            |           |             |
| Malura 11’ | Marcatori | 84’ Senesie |

| Saarbrücken 21 aprile 2012, ore 14:00 CEST 36ª giornata | Saarbrücken | 0 – 0 referto | Heidenheim | Ludwigsparkstadion (3 019 spett.)\| Arbitro: \| Brand \| |
| Arbitro:                                                | Brand       |               |            |                                                          |

| Arbitro: | Hartmann |

|                                                       |           |           |
| Heidenfelder 2’ Grote 35’ (aut.) Schnatterer 60’, 64’ | Marcatori | 74’ Heise |

| Arbitro: | Steinhaus-Webb |

|              |           |                                   |
| Pischorn 26’ | Marcatori | 19’ (rig.) Schnatterer 44’ Sailer |

### Coppa di Germania
| Arbitro: | Drees |

|                            |           |               |
| Sauter 57’ Schnatterer 58’ | Marcatori | 33’ Rosenberg |

| Arbitro: | Wingenbach |

|                                              |                      |                               |
| Sauter Krebs Spann Schittenhelm Tausendpfund | Tiri di rigore 3 – 4 | Daems Dante Nordtveit Stranzl |

## Statistiche

### Statistiche di squadra
| Competizione      | Punti | In casa | In casa | In casa | In casa | In casa | In casa | In trasferta | In trasferta | In trasferta | In trasferta | In trasferta | In trasferta | Totale | Totale | Totale | Totale | Totale | Totale | DR  |
| Competizione      | Punti | G       | V       | N       | P       | Gf      | Gs      | G            | V            | N            | P            | Gf           | Gs           | G      | V      | N      | P      | Gf     | Gs     | DR  |
| ----------------- | ----- | ------- | ------- | ------- | ------- | ------- | ------- | ------------ | ------------ | ------------ | ------------ | ------------ | ------------ | ------ | ------ | ------ | ------ | ------ | ------ | --- |
| 3. Liga           | 60    | 19      | 12      | 5       | 2       | 32      | 15      | 19           | 4            | 7            | 8            | 16           | 21           | 38     | 16     | 12     | 10     | 48     | 36     | +12 |
| Coppa di Germania | -     | 2       | 1       | 1       | 0       | 2       | 1       | 0            | 0            | 0            | 0            | 0            | 0            | 2      | 1      | 1      | 0      | 2      | 1      | +1  |
| Totale            | 60    | 21      | 13      | 6       | 2       | 34      | 16      | 19           | 4            | 7            | 8            | 16           | 21           | 40     | 17     | 13     | 10     | 50     | 37     | +13 |

### Andamento in campionato
| Giornata  | 1 | 2 | 3 | 4 | 5 | 6 | 7 | 8 | 9 | 10 | 11 | 12 | 13 | 14 | 15 | 16 | 17 | 18 | 19 | 20 | 21 | 22 | 23 | 24 | 25 | 26 | 27 | 28 | 29 | 30 | 31 | 32 | 33 | 34 | 35 | 36 | 37 | 38 |
| --------- | - | - | - | - | - | - | - | - | - | -- | -- | -- | -- | -- | -- | -- | -- | -- | -- | -- | -- | -- | -- | -- | -- | -- | -- | -- | -- | -- | -- | -- | -- | -- | -- | -- | -- | -- |
| Luogo     | C | T | C | T | C | T | C | T | C | T  | C  | T  | C  | T  | C  | T  | C  | T  | C  |    | C  | T  | C  | T  | C  | T  | C  | T  | C  | T  | C  | T  | C  | T  | C  | T  | C  | T  |
| Risultato | V | N | V | V | N | N | V | P | P | N  | V  | V  | N  | N  | P  | P  | N  | P  | V  |    | V  | P  | V  | N  | V  | P  | V  | N  | V  | P  | V  | V  | N  | P  | N  | N  | V  | V  |
| Posizione | 4 | 3 | 2 | 2 | 2 | 2 | 2 | 3 | 6 | 4  | 4  | 3  | 4  | 3  | 4  | 4  | 7  | 9  | 7  | 4  | 6  | 10 | 7  | 9  | 5  | 7  | 5  | 5  | 4  | 6  | 5  | 4  | 4  | 5  | 6  | 7  | 4  | 4  |

Legenda:

Luogo: C = Casa; T = Trasferta. Risultato: V = Vittoria; N = Pareggio; P = Sconfitta.

### Statistiche dei giocatori
| Giocatore       | 3. Liga  | 3. Liga | 3. Liga     | 3. Liga    | Coppa di Germania | Coppa di Germania | Coppa di Germania | Coppa di Germania | Totale   | Totale | Totale      | Totale     |
| Giocatore       | Presenze | Reti    | Ammonizioni | Espulsioni | Presenze          | Reti              | Ammonizioni       | Espulsioni        | Presenze | Reti   | Ammonizioni | Espulsioni |
| --------------- | -------- | ------- | ----------- | ---------- | ----------------- | ----------------- | ----------------- | ----------------- | -------- | ------ | ----------- | ---------- |
| F. Aupperle     | 2        | 0       | 0           | 0          | 0                 | 0                 | 0                 | 0                 | 2        | 0      | 0           | 0          |
| A. Bagceci      | 24       | 2       | 2           | 0          | 1                 | 0                 | 0                 | 0                 | 25       | 2      | 2           | 0          |
| D. Baum         | 0        | 0       | 0           | 0          | 0                 | 0                 | 0                 | 0                 | 0        | 0      | 0           | 0          |
| S. Bektashi     | 10       | 0       | 2           | 0          | 0                 | 0                 | 0                 | 0                 | 10       | 0      | 2           | 0          |
| C. Essig        | 20       | 2       | 4           | 0          | 2                 | 0                 | 0                 | 0                 | 22       | 2      | 4           | 0          |
| I. Feistle      | 38       | 0       | 3           | 0          | 2                 | 0                 | 1                 | 0                 | 40       | 0      | 4           | 0          |
| N. Frommer      | 12       | 5       | 3           | 0          | 1                 | 0                 | 0                 | 0                 | 13       | 5      | 3           | 0          |
| T. Göhlert      | 36       | 3       | 7           | 0          | 2                 | 0                 | 0                 | 0                 | 38       | 3      | 7           | 0          |
| B. Heidenfelder | 28       | 4       | 5           | 0          | 2                 | 0                 | 0                 | 0                 | 30       | 4      | 5           | 0          |
| A. Jabiri       | 8        | 1       | 0           | 0          | 0                 | 0                 | 0                 | 0                 | 8        | 1      | 0           | 0          |
| D. Jarosch      | 3        | 0       | 1           | 0          | 1                 | 0                 | 0                 | 0                 | 4        | 0      | 1           | 0          |
| M. Klarer       | 2        | 0       | 0           | 0          | 0                 | 0                 | 0                 | 0                 | 2        | 0      | 0           | 0          |
| F. Krebs        | 25       | 1       | 2           | 0          | 2                 | 0                 | 0                 | 0                 | 27       | 1      | 2           | 0          |
| K. Lehanka      | 0        | 0       | 0           | 0          | 0                 | 0                 | 0                 | 0                 | 0        | 0      | 0           | 0          |
| F. Lehmann      | 37       | 0       | 0           | 1          | 2                 | 0                 | 0                 | 0                 | 39       | 0      | 0           | 1          |
| A. Ludwig       | 10       | 0       | 2           | 1          | 0                 | 0                 | 0                 | 0                 | 10       | 0      | 2           | 1          |
| A. Maier        | 0        | 0       | 0           | 0          | 0                 | 0                 | 0                 | 0                 | 0        | 0      | 0           | 0          |
| D. Malura       | 17       | 1       | 1           | 0          | 0                 | 0                 | 0                 | 0                 | 17       | 1      | 1           | 0          |
| P. Mayer        | 5        | 1       | 0           | 0          | 0                 | 0                 | 0                 | 0                 | 5        | 1      | 0           | 0          |
| T. Rühle        | 19       | 2       | 3           | 0          | 1                 | 0                 | 0                 | 0                 | 20       | 2      | 3           | 0          |
| E. Sabanov      | 2        | 0       | 0           | 0          | 0                 | 0                 | 0                 | 0                 | 2        | 0      | 0           | 0          |
| M. Sailer       | 12       | 3       | 0           | 0          | 0                 | 0                 | 0                 | 0                 | 12       | 3      | 0           | 0          |
| C. Sauter       | 28       | 1       | 6           | 1          | 2                 | 1                 | 1                 | 0                 | 30       | 2      | 7           | 1          |
| T. Schilk       | 15       | 0       | 1           | 0          | 0                 | 0                 | 0                 | 0                 | 15       | 0      | 1           | 0          |
| D. Schittenhelm | 14       | 0       | 4           | 2          | 1                 | 0                 | 1                 | 0                 | 15       | 0      | 5           | 2          |
| M. Schnatterer  | 27       | 11      | 0           | 0          | 1                 | 1                 | 0                 | 0                 | 28       | 12     | 0           | 0          |
| S. Sirigu       | 25       | 0       | 4           | 0          | 2                 | 0                 | 1                 | 0                 | 27       | 0      | 5           | 0          |
| A. Spann        | 18       | 4       | 1           | 0          | 2                 | 0                 | 2                 | 0                 | 20       | 4      | 3           | 0          |
| R. Strauß       | 14       | 0       | 1           | 0          | 0                 | 0                 | 0                 | 0                 | 14       | 0      | 1           | 0          |
| F. Tausendpfund | 25       | 2       | 2           | 0          | 2                 | 0                 | 0                 | 0                 | 27       | 2      | 2           | 0          |
| M. Thurk        | 13       | 2       | 2           | 1          | 0                 | 0                 | 0                 | 0                 | 13       | 2      | 2           | 1          |
| R. Weil         | 26       | 0       | 1           | 0          | 2                 | 0                 | 0                 | 0                 | 28       | 0      | 1           | 0          |
| M. Wittek       | 16       | 1       | 3           | 1          | 0                 | 0                 | 0                 | 0                 | 16       | 1      | 3           | 1          |